# Ataques em Île-de-France de janeiro de 2015
Entre 7 e 9 de janeiro de 2015, uma série de ataques terroristas ocorreu na região de Île-de-France, especialmente em Paris, com destaque para o atentado contra a redação da revista Charlie Hebdo. Três atacantes mataram um total de 17 pessoas em quatro ataques a tiros, sendo os três posteriormente mortos pela polícia. Os ataques também deixaram 22 feridos. Um quinto ataque a tiros não resultou em mortes. A Al-Qaeda na Península Arábica (AQAP) assumiu a responsabilidade, afirmando que os ataques coordenados foram planejados durante anos. A reivindicação do ataque à revista veio em um vídeo mostrando o comandante da AQAP, Nasr Ibn Ali al-Ansi [en], com atiradores ao fundo, posteriormente identificados como os irmãos Kouachi. No entanto, embora as autoridades confirmem a autenticidade do vídeo, não há provas de que a AQAP tenha auxiliado diretamente na execução dos ataques. Amedy Coulibaly [en], responsável por outra etapa dos atentados (o tiroteio em Montrouge e o cerco ao Supermercado Hypercacher [en]), afirmou pertencer ao Estado Islâmico (ISIS) antes de ser morto.
Em 16 de dezembro de 2020, 14 pessoas cúmplices dos ataques ao supermercado judaico e ao Charlie Hebdo, incluindo a ex-parceira de Coulibaly, Hayat Boumeddiene [en], foram condenadas. Contudo, três desses cúmplices, incluindo Boumeddiene, ainda não foram capturados e foram julgados à revelia.

## Resumo dos eventos dos ataques
Os ataques começaram em 7 de janeiro, quando dois atiradores atacaram a sede do jornal satírico Charlie Hebdo, matando 12 pessoas e ferindo outras 12 antes de fugirem. Em 9 de janeiro, a polícia localizou os atacantes em um parque industrial em Dammartin-en-Goële, onde eles fizeram um refém. Outro atirador matou uma policial em 8 de janeiro e, no dia 9, assassinou quatro pessoas e fez reféns em um supermercado de produtos kosher perto da Porte de Vincennes. As forças armadas e a polícia francesa realizaram operações simultâneas em Dammartin e Porte de Vincennes, matando os três atacantes.
Após 12 de janeiro de 2015, como parte da Operação Sentinela, cerca de 10.500 militares foram mobilizados na França por tempo indeterminado para proteger 830 locais sensíveis, como escolas, igrejas e organizações de imprensa.
Na época, esses ataques representaram o ato de terrorismo mais mortal na França [en] desde o atentado a trem em Vitry-Le-François em 1961 [en] pela Organização do Exército Secreto (OAS), que lutava contra a independência da Argélia. Esses números foram superados dez meses depois pelos atentados de novembro de 2015 em Paris.

## Contexto
Em dezembro de 2014, três ataques ocorreram na França em um intervalo de três dias.
O primeiro ataque aconteceu em Joué-lès-Tours, onde um homem armado com uma faca atacou uma delegacia, ferindo três policiais antes de ser morto. O segundo ataque [en] ocorreu em Dijon, onde um homem usou um veículo para atropelar onze pedestres em várias áreas da cidade antes de ser preso. O terceiro ataque aconteceu em Nantes, onde um ataque veicular em um mercado de Natal resultou em dez pessoas feridas e uma morte. O motorista foi preso após tentar suicídio.
Embora o governo francês tenha concluído que os ataques não estavam relacionados, a segurança nacional foi reforçada, e 300 soldados foram destacados para patrulhar as ruas do país.

## Ataques

### Atentado aoCharlie Hebdo
O primeiro e mais mortal dos ataques ocorreu às 11h30 CET de 7 de janeiro de 2015, na sede da revista Charlie Hebdo. A revista Charlie Hebdo começou a ser publicada em 1970 com o objetivo de satirizar religião, política e outros temas. Em 2006, a revista republicou charges controversas de Maomé que originalmente apareceram no jornal dinamarquês Jyllands-Posten. O presidente francês Jacques Chirac criticou a decisão de incluir as charges, classificando-a como "provocação explícita". Em 2011, as instalações da revista foram destruídas por um coquetel molotov após a publicação de uma caricatura de Maomé. Dois atiradores, posteriormente identificados como Chérif e Saïd Kouachi, invadiram o prédio e mataram a tiros oito funcionários, dois policiais e duas outras pessoas, além de ferirem onze pessoas. Os perpetradores fugiram do local após o tiroteio. Apesar de a polícia ter chegado ao local enquanto os atiradores saíam, eles conseguiram escapar de carro. O veículo de fuga foi encontrado abandonado após colidir com outro carro a cerca de 3 km ao norte do local do atentado. Investigadores encontraram coquetéis molotov e bandeiras jihadistas no carro. O principal motivo do atentado foi atribuído às charges do Charlie Hebdo que ridicularizavam líderes islâmicos. O ataque recebeu condenação internacional generalizada, e um Dia Nacional de Luto foi decretado na França em 8 de janeiro.

### Tiroteios em Fontenay-aux-Roses e Montrouge
Algumas horas após o ataque ao Charlie Hebdo, em 7 de janeiro, um homem de 32 anos que fazia corrida em Fontenay-aux-Roses foi baleado e ferido. O homem sofreu ferimentos no braço e nas costas e, até 11 de janeiro, estava em estado crítico. As cápsulas encontradas no local foram posteriormente ligadas à arma usada por Amedy Coulibaly durante a crise de reféns no supermercado kosher Hypercacher, em 9 de janeiro. Contudo, o corredor negou o envolvimento de Coulibaly e identificou Amar Ramdani, amigo de Coulibaly, como o atirador.
Em 8 de janeiro, Coulibaly matou a tiros a policial municipal Clarissa Jean-Philippe no cruzamento da Avenida Pierre Brossolette com a Avenida da Paz, em Montrouge (subúrbio de Paris), e feriu gravemente um varredor de rua. Enquanto a polícia continuava a busca pelos suspeitos do ataque ao Charlie Hebdo, inicialmente descartou-se a conexão entre esse tiroteio e os assassinatos no jornal, mas a ligação foi confirmada posteriormente.
Coulibaly teria declarado lealdade ao Estado Islâmico (ISIS), uma organização terrorista salafista em guerra no Oriente Médio. O ISIS, por meio de seu canal de mídia Al-Hayat Media Center, assumiu a responsabilidade por Coulibaly em um vídeo nasheed jihadista chamado "Ma vengeance", que celebrava os ataques de novembro de 2015.

### Crise de reféns em Dammartin-en-Goële
Em 9 de janeiro, os responsáveis pelo ataque ao Charlie Hebdo, Chérif e Saïd Kouachi, dirigiram-se ao escritório da Création Tendance Découverte, uma empresa de produção de placas em um parque industrial em Dammartin-en-Goële. No prédio estavam o proprietário Michel Catalano e um funcionário de 26 anos, o designer gráfico Lilian Lepère. Durante o cerco, Catalano instruiu Lepère a se esconder no refeitório. Ao longo da crise, os atacantes não sabiam que Lepère estava no prédio. Durante o cerco, um vendedor chamado Didier chegou ao local para negócios, e Catalano saiu de seu escritório, onde estava escondido. Ambos foram confrontados pelos perpetradores e orientados a deixar o local. Didier percebeu que eram terroristas e alertou rapidamente as autoridades.
Catalano retornou ao prédio e ajudou um dos atacantes, que havia sido ferido em um tiroteio anterior. Ele foi liberado após uma hora. Enquanto isso, Lepère, escondido em uma caixa de papelão, conseguiu alertar as autoridades sobre a situação por mensagem de texto. O cerco terminou após nove horas, às 16h30, quando uma força combinada das Forças Armadas e da polícia francesa invadiu o prédio e matou os irmãos Kouachi.

### Cerco ao supermercado kosher Hypercacher
Também em 9 de janeiro, Amedy Coulibaly, armado com várias armas de assalto, entrou em um supermercado kosher Hypercacher na Porte de Vincennes, no leste de Paris. Coulibaly matou quatro pessoas e fez vários reféns. Coulibaly estava em contato com os irmãos Kouachi durante o andamento dos cercos e ameaçou matar os reféns caso os irmãos fossem feridos, evidenciando que os ataques estavam conectados de alguma forma.
Quando a polícia invadiu o supermercado, Coulibaly foi morto a tiros. Quinze reféns foram resgatados. Várias pessoas ficaram feridas durante o incidente. Lassana Bathily, um assistente de loja muçulmano nascido no Mali, foi aclamado como herói por arriscar sua vida para esconder pessoas do atirador em uma câmara frigorífica no subsolo e auxiliar a polícia após escapar do mercado. Hayat Boumeddiene, cúmplice e esposa de Coulibaly, foi inicialmente suspeita de estar presente durante o incidente, mas confirmou-se que ela deixou a França antes dos tiroteios, viajando para a Síria via Turquia. Informações sobre o paradeiro de Boumeddiene cessaram até março de 2019, quando Dorothee Maquere, esposa de Fabien Clain, sugeriu que Boumeddiene havia sido morta na Síria no final de fevereiro, durante a Batalha de Baghuz Fawqani.
No entanto, em março de 2020, uma jihadista francesa relatou a um juiz que encontrou Boumeddiene em outubro de 2019 no campo de Al-Hawl [en], onde ela usava uma identidade falsa e conseguiu escapar. Os serviços de inteligência franceses consideram essa informação plausível e consistente com indicações anteriores.
Após 12 de janeiro de 2015, como parte da Operação Sentinela, cerca de 10.500 militares foram mobilizados na França por tempo indeterminado para proteger 830 locais sensíveis, como escolas, igrejas e organizações de imprensa. A gravidade desses ataques terroristas levou a França a tomar medidas imediatas para prevenir novos ataques relacionados.
Na época, os ataques representaram o ato de terrorismo mais mortal na França desde o atentado ao trem de Vitry-Le-François em 1961 pela Organização do Exército Secreto (OAS), que lutava contra a independência da Argélia. Esses números foram superados dez meses depois pelos atentados de novembro de 2015 em Paris.

## Outros incidentes

### Ataques cibernéticos
A mídia francesa relatou que hackers violaram a segurança de sites de municípios franceses durante os ataques na região de Île-de-France, alterando-os para exibir propaganda jihadista. O Ministério da Defesa e os órgãos de segurança franceses relataram que cerca de 19.000 sites franceses foram alvos de uma onda sem precedentes de ataques de negação de serviço após a publicação de uma edição do Charlie Hebdo com uma representação de Maomé na capa. Sites de empresas francesas, grupos religiosos, universidades e municípios também foram invadidos e alterados para exibir mensagens pró-islamistas.

### Incidentes em mesquitas
Na semana seguinte ao atentado, a organização L'Observatoire contre l'islamophobie du Conseil français du culte musulman (CFCM) pediu o reforço da vigilância sobre mesquitas. O Ministério do Interior francês relatou que 54 incidentes antimuçulmanos foram registrados na França na primeira semana após os ataques, em comparação com 110 queixas nos primeiros nove meses de 2014. Os incidentes de 2015 incluíram 21 relatos de tiroteios e lançamentos de granadas não detonadas contra edifícios islâmicos, incluindo mesquitas, e 33 casos de ameaças pessoais e insultos.
Após a divulgação do ataque de 8 de janeiro, três granadas não detonadas foram lançadas contra uma mesquita em Le Mans, a oeste de Paris, e um novo buraco de bala foi encontrado em suas janelas. Uma sala de oração muçulmana em Port-la-Nouvelle foi alvo de tiroteios, mas ninguém ficou ferido. Uma explosão ocorreu em um restaurante afiliado a uma mesquita em Villefranche-sur-Saône, sem registro de vítimas.

## Julgamento de 2020
Em 16 de dezembro de 2020, um tribunal francês condenou 14 cúmplices dos três atacantes por crimes que variaram de financiamento ao terrorismo a participação em uma organização criminosa relacionada aos ataques. No entanto, três foram condenados à revelia, incluindo Hayat Boumeddiene, ex-parceira de Coulibaly. Boumeddiene foi condenada por financiar o terrorismo e pertencer a uma rede terrorista criminosa, recebendo uma sentença de 30 anos de prisão.